# إل. جي. ويلسون
إل. جي. ويلسون (بالإنجليزية: L. G. Wilson)‏ هو لاعب كرة قدم أمريكية أمريكي، ولد في 5 نوفمبر 1924، وتوفي في 29 يونيو 2001.